# Edith Baird

Edith Baird (vor 1898)

Edith Elina Helen Winter-Wood Baird, bekannt als Edith Baird, (* 22. Februar 1859 als Edith Elina Helen Winter-Wood; † 1. Februar 1924 in Paignton) war eine englische Schachkomponistin. Sie veröffentlichte als Mrs. William James Baird.

## Schach
Nach eigenen Angaben begann Baird mit dem Schachspiel, bevor sie zehn Jahre alt war.
Baird schuf ab dem Jahr 1888 mehr als 2000 Probleme, davon mehr als 750 innerhalb der ersten Dekade. Sie gewann als erste Dame Preise bei Selbstmatt-Turnieren. Die Kompositionen erhielten viele Auszeichnungen. Eines ihrer stärksten Turniere war in The Hackney Mercury 1893, bei dem bis zu sechs Steine für Dreizüger erlaubt waren. Baird gewann den ersten Preis unter anderem vor den als stark geltenden Komponisten Benjamin Glover Laws und Heinrich Friedrich Ludwig Meyer. Sie wurde noch vor 1897 als Queen of Chess ausgezeichnet. Eine besondere Vorliebe hegte Baird für retroanalytische Schachprobleme, in ihrem Buch The Twentieth Century Retractor ist eine große Zahl von Kompositionen dieser Richtung enthalten. Es handelt sich um das erste Buch überhaupt, das die Problemgattung des Rückzügers („retractor“) behandelt.
Sie gewann in drei aufeinanderfolgenden Jahren eine Schach-Silbermedaille in Sussex.

### Eine böhmische Miniatur
|   | a | b | c | d | e | f | g | h |   |
| 8 |   |   |   |   |   |   |   |   | 8 |
| 7 |   |   |   |   |   |   |   |   | 7 |
| 6 |   |   |   |   |   |   |   |   | 6 |
| 5 |   |   |   |   |   |   |   |   | 5 |
| 4 |   |   |   |   |   |   |   |   | 4 |
| 3 |   |   |   |   |   |   |   |   | 3 |
| 2 |   |   |   |   |   |   |   |   | 2 |
| 1 |   |   |   |   |   |   |   |   | 1 |
|   | a | b | c | d | e | f | g | h |   |

Lösung:

1. Sa3–c2. Gibt ein neues Fluchtfeld und schafft zugleich Zugzwang.

1. … e6–e5 2. Sc2–e3 matt (Mustermatt)

1. … d7–d6 2. Db6–b5 matt (Mustermatt)

1. … Kd5–c4 2. Sc2–e3 matt

1. … Kd5–e5 2. Db6–d4 matt
Mit nur sieben Steinen ist das eine Miniatur im Stil der Böhmischen Schule.

### Ein Rückzüger
|   | a | b | c | d | e | f | g | h |   |
| 8 |   |   |   |   |   |   |   |   | 8 |
| 7 |   |   |   |   |   |   |   |   | 7 |
| 6 |   |   |   |   |   |   |   |   | 6 |
| 5 |   |   |   |   |   |   |   |   | 5 |
| 4 |   |   |   |   |   |   |   |   | 4 |
| 3 |   |   |   |   |   |   |   |   | 3 |
| 2 |   |   |   |   |   |   |   |   | 2 |
| 1 |   |   |   |   |   |   |   |   | 1 |
|   | a | b | c | d | e | f | g | h |   |

Die Forderung dieses Fünfsteiners ist so zu verstehen: Nachdem Weiß einen Zug zurückgenommen hat, zieht Weiß neu und Schwarz antwortet so, dass ihn Weiß im nächsten Zug mattsetzen kann.

Lösung:

Weiß nimmt den Zug Sd6xLb5 zurück, für die folgenden Vorwärts-Züge steht also ein schwarzer Läufer auf b5 und der weiße Springer auf d6.

Nun vorwärts: 1. f5–f6 Lb5–d7 2. Ld4–b6 matt.
Die Aufgabe stand unter dem Motto „The Southern Cross“, also Kreuz des Südens.

## Familie und Privates

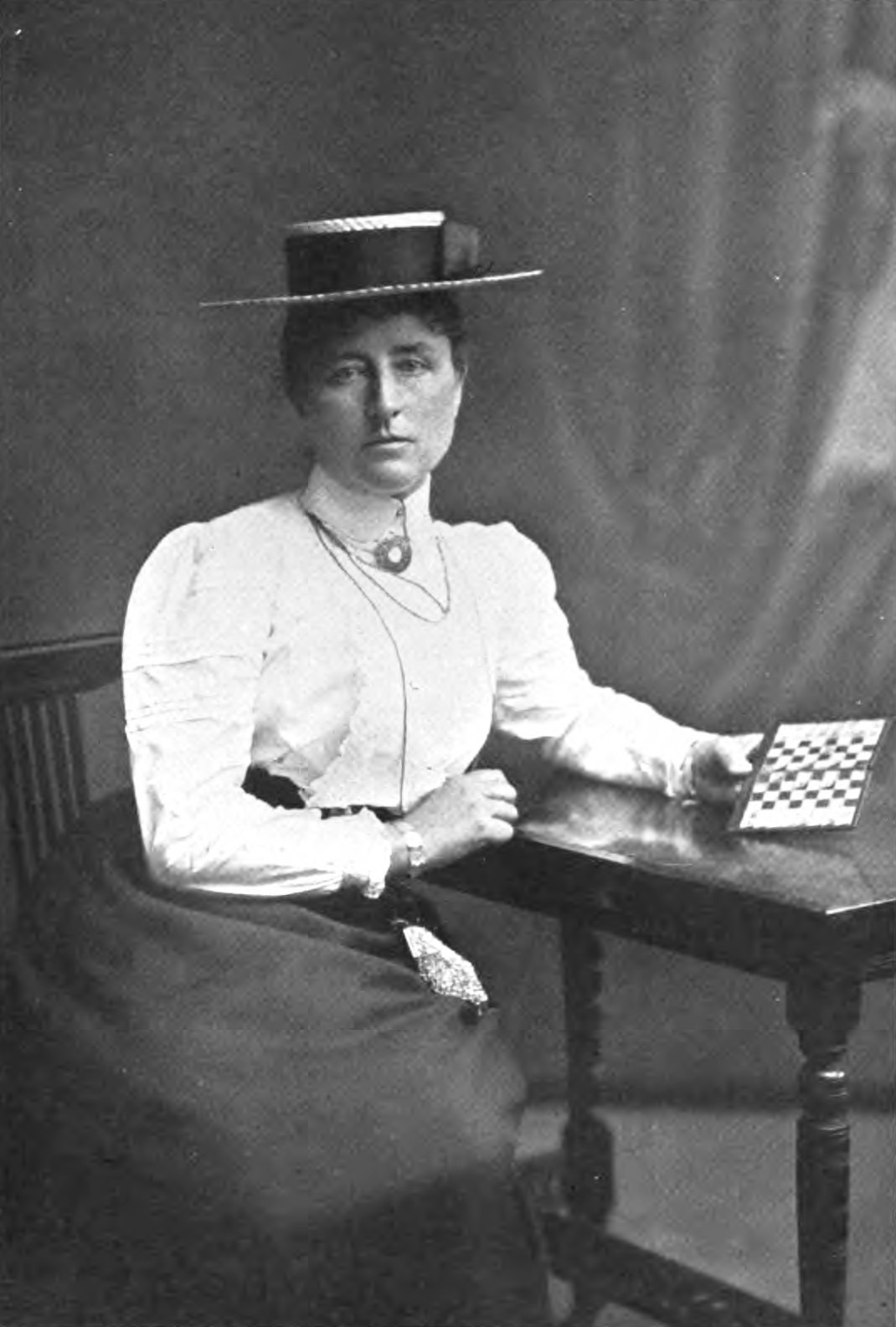
Edith Baird

Edith Baird war die Tochter des Poeten Thomas Winter-Wood, dem Inhaber des Anwesens von Hareston in Brixton in der Grafschaft Devon, das sich seit dem achten Jahr der Regentschaft von König Edward III. im Besitz der Familie befand. Nach neunzehn Generationen hinterließ John Wood erstmals nur eine Tochter, die John Winter, einen Nachkommen des Admirals William Winter († 1589) heiratete. Thomas Winter erhielt im November 1850 den Namen Wood zurück.
Edith Bairds Mutter war die Tochter von Edward Sole und Enkelin von Leutnant John Sole. Sie war ebenfalls sehr am Schach interessiert.
Edith Bairds Brüder E. J. Winter-Wood und Carslake W. Wood waren gleichfalls Schachkomponisten.
Im Jahr 1880 heiratete Edith Winter-Wood den Deputy Inspector-General W. J. Baird, M.D., R.N., der für seine Arbeit mehrere Auszeichnungen erhielt. Baird engagierte sich in der Politik, wo sie sich für finanzielle Unabhängigkeit von Frauen und gegen Gewalt gegen Tiere, sowohl im Sport als auch durch Tierversuche, einsetzte. Sie war auch eine gute Sportbogenschützin. Darüber hinaus illuminierte und malte sie. Außerdem schrieb sie Lyrik.
Baird wurde als freundlich und charmant beschrieben.

### E. J. Winter-Wood
E. J. Winter-Wood (1847–1920) war der ältere Bruder von Edith Baird. Sein Vater brachte ihm Schach bei, während er noch die Schule besuchte. In Boulogne-sur-Mer spielte er 1858 im Boulogne Chess Club und erhielt für jedes gewonnene Spiel Geld von seinen Eltern. Er gewann 118 von 185 Spielen. 1868 trat er dem City of London Club bei, wo er mehrere Jahre lang regelmäßig spielte. Er spielte zweimal „blind“ gegen Löwenthal und einmal gegen Blackburne. Alle drei Partien endeten remis.
Einige Jahre später gewann er im Schachklub von Croydon bei einem Turnier 23 von 30 Partien. Er war ein starker Fernschachspieler und Löser.
Um 1884 komponierte E. J. Baird sein erstes Schachproblem. Bereits sein drittes wurde als Nummer 1 in The Brooklyn Chess Chronicle nachgedruckt und von Kritikern hoch gelobt. In den Jahren 1886 bis 1888 gewann er jeweils den ersten Preis beim jährlichen Turnier von The Sheffield Independent im Bereich der Dreizüger und von 1887 bis 1889 jeweils den zweiten Preis im Bereich der Zweizüger. Er nahm nur selten an Turnieren teil, erhielt aber jedes Mal eine Auszeichnung. 1886 erschien sein Buch Chess Souvenirs mit über 100 seiner besten Aufgaben. Insgesamt hat er mindestens mehrere hundert Aufgaben geschaffen.
1890 gewann er den ersten Preis und einen Silberpokal bei 50 Teilnehmern im Handicap-Schachkompositionsturnier des Plymouth Chess Club, dessen Vizepräsident er war.

### Carslake W. Wood
Carslake W. Wood (1849–1924), geboren auf Harslake, Devonshire, war ein Bruder von Edith Baird. Er erlernte Schach, alsbald er die Steine auseinanderhalten konnte. Nachdem er einige Zeit auf Reisen im Ausland verbracht hatte, siedelte er sich bei seinem Onkel mütterlicherseits, Major Sole von der 5. Miliz von West-York, in Torquay an, wo er einen Schachklub gründete. 1888 zog er nach Plymouth. Nachdem dort ein Schachklub gegründet worden war, ernannte man Wood zum Schatzmeister und Sekretär ehrenhalber. 1894 trat er von diesen Ämtern zurück. Um 1882 begann er mit der Schachkomposition. Bis 1897 wurden etwa hundert seiner Probleme, allesamt Zweizüger, publiziert. Er gewann Preise in Löseturnieren, nahm jedoch an keinen Kompositionsturnieren teil. Dennoch galten seine Probleme als herausragend. Im Gambitturnier des Plymouth Chess Club gewann Wood 1896 alle achtzehn Partien.
Er veröffentlichte wöchentlich „Chess Notes“ in der Western Morning News.

### Lilian Baird
Edith Baird hatte eine um 1881 geborene Tochter namens Lilian, die ebenfalls Schachkomponistin war. Bereits im Alter von dreizehn Jahren hatte sie mehr als 70 Probleme geschaffen, die von den meisten Kritikern positiv bewertet wurden. Auch sie schrieb Lyrik und malte.

## Werke
- Seven Hundred Chess Problems, selected from the compositions of Mrs. W. J. Baird. Sotheran, London 1902. Digitalisat bei Hathitrust, von Anders Thulin kommentierte Neuausgabe
- The Twentieth Century Retractor, Chess Fantasies, and Letter Problems. Being a selection of three hundred problems by Mrs. W. J. Baird. Sotheran, London 1907. Digitalisat bei archive.org